# Maurice Renaud
Maurice Renaud, właśc. Maurice Arnold Cronéan (ur. 24 lipca 1860 w Bordeaux, zm. 16 października 1933 w Paryżu) – francuski śpiewak operowy, baryton.

## Życiorys
Ukończył Konserwatorium Paryskie, następnie studiował w konserwatorium w Brukseli. Zadebiutował na scenie w 1883 roku w brukselskim Théâtre de la Monnaie, gdzie następnie występował do 1890 roku. W 1891 roku rolą Neluska w Afrykance Giacomo Meyerbeera debiutował na deskach Opéra de Paris, z którą z przerwami związany był do 1914 roku. Od 1891 do 1907 roku śpiewał też w operze w Monte Carlo. W 1893 roku występował w Nowym Orleanie, śpiewał także w Covent Garden Theatre w Londynie (1897–1899 i 1902–1904), Manhattan Opera w Nowym Jorku (1906–1907, 1909–1910) i ponownie w Brukseli (1908–1914). W 1910 roku tytułową rolą w Rigoletcie Giuseppe Verdiego debiutował w nowojorskiej Metropolitan Opera, w której śpiewał do 1912 roku. W czasie I wojny światowej występował z koncertami dla żołnierzy walczących na froncie, zostając kilkukrotnie ranny. Za zasługi wojenne otrzymał order Legii Honorowej. Na początku lat 20. XX wieku wystąpił w kilku filmach niemych.
Należał do najznakomitszych śpiewaków swojej epoki. Kreował role m.in. Atanaela w Thaïs, Coppeliusa, Dapertutta i Doktora Miracle w Opowieściach Hoffmanna, Neversa w Hugonotach, Lescauta w Manon, Heroda w Herodiadzie, Don Giovanniego w Don Giovannim, Wolframa w Tannhäuserze, Jacka Rance’a w Dziewczynie ze Złotego Zachodu, Telramunda w Lohengrinie i Beckmessera w Śpiewakach norymberskich. Zachowały się płyty gramofonowe z nagraniami jego głosu.